# Leandra atroviridis
Leandra atroviridis är en tvåhjärtbladig växtart som beskrevs av Célestin Alfred Cogniaux. Leandra atroviridis ingår i släktet Leandra och familjen Melastomataceae. Inga underarter finns listade i Catalogue of Life.